# 志贺直哉
志賀直哉（日语：／ Shiga Naoya，1883年2月20日—1971年10月21日），出生在日本宮城縣石卷市。東京帝國大學英語文學系肄業，師從內村鑑三。他是白樺派的代表作家之一，被誉为日本“小说之神”。其代表作是长篇小说《暗夜行路》、《和解》、《小僧之神》以及《在城崎》等。
志贺在日本文学史上具有很重要的地位，也是多位日本近现代重要作家的老师。

## 经历

### 出身
志贺直哉生于1883年（明治16年）2月20日的宫城县牡鹿郡石卷町，父亲是志贺直温，母亲为志贺银，他是家中的次子。当时他的父亲在第一银行石卷支店工作，也是明治时期日本经济界的重要人物。母亲是伊势龟山藩家臣佐本源吾之女。直哉出生前，他的长兄直行就已早夭。
2岁时，他父亲辞去第一银行的工作，举家移住东京。由于志贺直哉的祖父直道曾任相马家的家老，所以他们一家到东京后，就住在麹町区内幸町1丁目6番地的相马家旧藩邸内。3岁的直哉进入芝麻布有志共立幼稚园。该幼稚园是东京的第二家幼稚园。此后在1889年（明治22年）9月，6岁的直哉进入学习院，被编入预备科6级（相当于现在的初等科1年）。

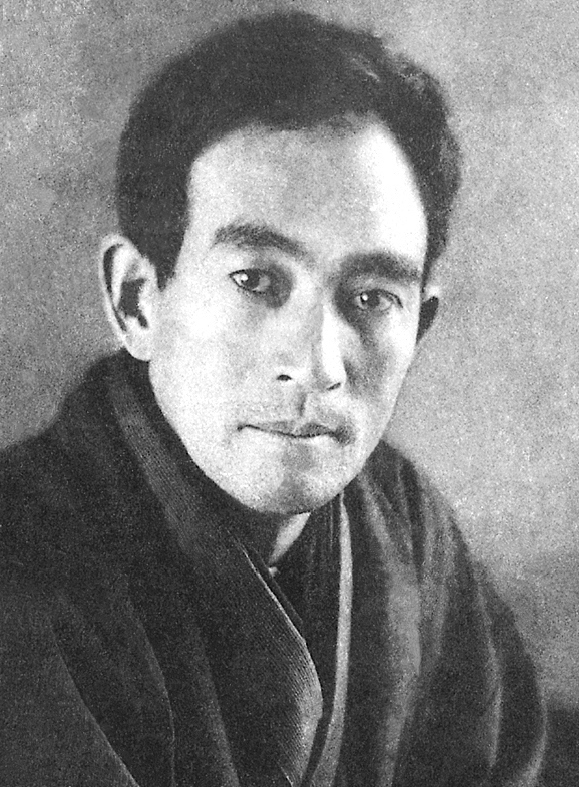
青年时代的志贺直哉

幼年的直哉一直由祖父及祖母养育。因为祖父母始终认为导致直哉哥哥早夭的责任在于其母亲，因此为了避免志贺家香火断绝，他们决定亲自培养教育直哉。据说每天晚上祖母都会抱着直哉入睡，对童年的直哉非常溺爱。
1895年（明治28年）8月，志贺直哉刚从预备科毕业，其母就英年早逝。同年秋季，父亲与汉学家高桥元次之女高桥浩再婚。在作品《母亲之死与新母亲》中，直哉就描写了母亲之死与父亲再婚一事。文中，他回忆道，“母亲的死是他第一次感觉到无法挽回的事”。

### 迈上文学创作之路
1895年（明治28年）9月，直哉入读学习院中等科。次年，他与有岛生马（作家有岛武郎之弟）等人创立“俭游会”（后改名为“睦友会”），并发行会刊《俭游会杂志》。在杂志上，直哉用的笔名有“半月楼主人”以及“金波楼半月”等，主要发表了一些和歌。这也是他文学创作活动的肇始。但当时，直哉志不在小说创作，他还是梦想成为一名海军军人或企业家，而且也很热衷于参加体育运动，尤其是爱骑自行车，“不仅骑车上下学，一般去访友或者买东西，总是爱骑车出行”。
1901年，正在中等科念书的直哉受到志贺家书生末永馨的推荐，参加了內村鑑三在新宿举行的讲座。在那里，他见到了“不善于哗众取宠”、“直抒胸臆”的内村，被深深打动，此后的7年间始终对内村以师长相待。直哉也一直把内村视为对自己影响最大的人之一。当年11月，内村在演讲中严厉批判足尾铜山矿毒事件，直哉受到震动极大，开始计划到现场去视察。但是，他的祖父曾经与古河市兵卫一起经营过足尾铜山，因此父亲极力反对直哉参与这一事件的调查，这为父子此后多年关系不睦埋下了种子。
中等科时期的直哉并算不上是品学兼优，在3年级和6年级曾经两次留级。对此，他自己解释为“品行考核分数太低”。例如，他在上课的时候就会擅自站起来往窗外吐痰，在老师眼中他不够沉静，所以分数不高。然而塞翁失马焉知非福，直哉留级后与小两岁的武者小路实笃成了同班同学。尽管两人曾因文学上的争论而一度绝交，但终究成了一辈子的挚友。

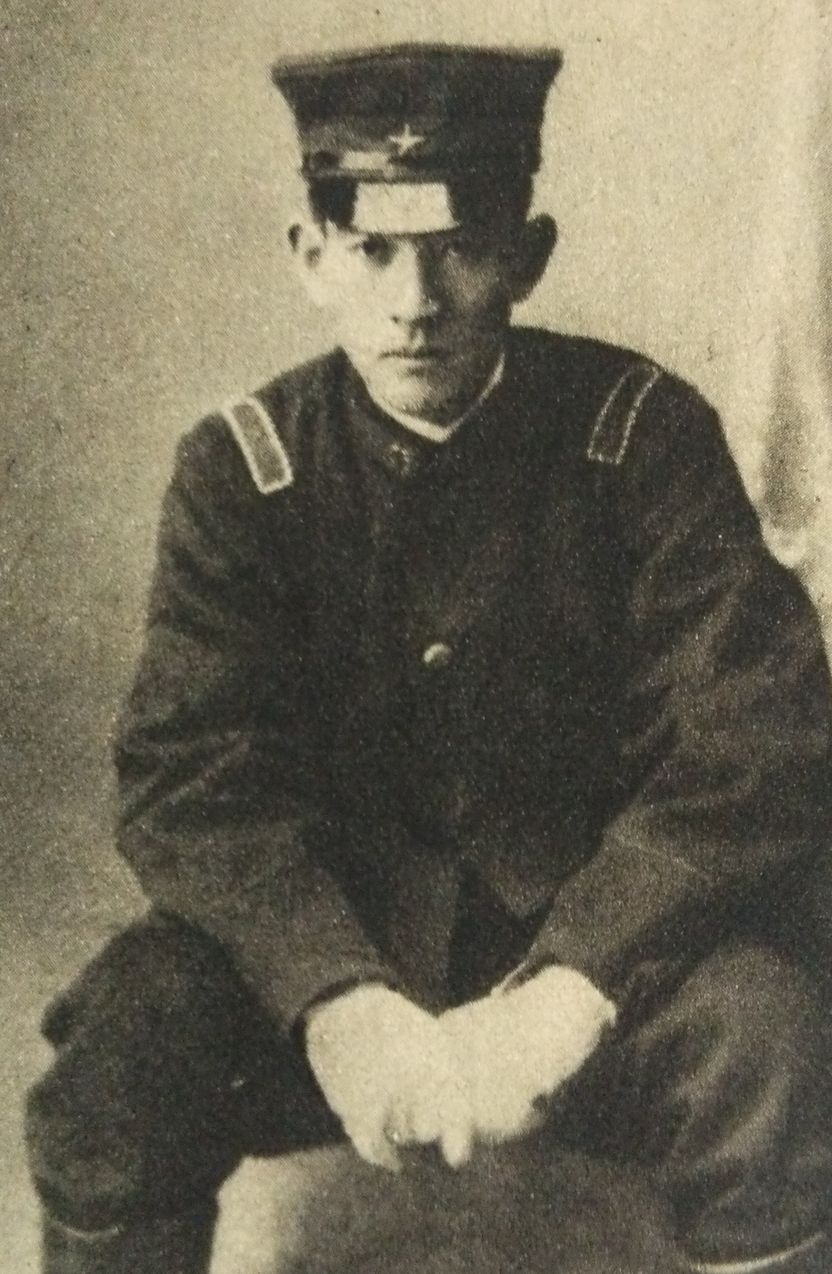
加入市川炮兵队后不久的志贺直哉（1910年）

1903年（明治36年），直哉入读学习院高等科。这一时期的他迷恋观看女义太夫（一种日本传统曲艺），也因此立下了成为小说家的志向。他在看了升之助的表演后很受震动，表示自己也要像升之助一样通过某种方式给人以感动。恰恰在这一时期，他非常爱看安徒生的童话，也模仿其写了《菜花与小姑娘》这一篇童话。后人一般都认为直哉的处女作是《一天早晨》（或る朝），但他自己曾表示这篇童话在“某种意义上”才是他的处女作。1906年（明治39年）1月，他的祖父志贺直道去世。
1906年（明治39年）7月，直哉从学习院高等科毕业。毕业成绩中，武科为甲等，其他均为乙等，而品行评价为“中等”，是当时全班22个人中的第16名。同年9月，他入读东京帝国大学英文学科。尽管在东京帝大期间，他对夏目漱石的课程很感兴趣，但其他的課程几乎都没去上。1908年（明治41年），直哉转到国文学科，当时由于征兵的原因，他保留了大学的学籍，但基本上很少到校学习。1910年（明治43年），他正式从东京帝国大学退学，随之就接受了征兵体检。由于他获得了甲种合格，同年12月1日进入千叶县市川鸿之台炮兵第16连队服役，但8天后便因耳朵疾患退役。
从认识内村鑑三后直到大学毕业，直哉接触了各种各样作家的作品。近代日本文学中，尾崎红叶、幸田露伴、泉镜花等砚友社成员的作品以及徳冨芦花、夏目漱石、国木田独歩、二叶亭四迷、高滨虚子、永井荷风的作品对他影响较大。此外平安时代的文学以及近松门左卫门、井原西鹤、式亭三马、十返舍一九等近代以前的日本作家也在他阅读的范围之内。外国文学方面，直哉比较喜爱易卜生、托尔斯泰、霍普特曼、屠格涅夫、高尔基、苏德尔曼、契诃夫、莫泊桑、法郎士、小泉八云等人的作品。
1907年（明治40年）4月，正在东京帝大念书的直哉与武者小路实笃、木下利玄、正亲町公和等人组成研读文学的“十四日会” 。次年，他们四人创办了会刊《暴矢》（后改为《望野》）。1月，直哉发表了《一天早晨》，讲述了祖母在祖父三年忌日早晨的一些事。后来直哉提及该作品时，也认为“该作品算是比较像样的，我也经常将它作为自己的处女作”。同年8月，他将《到网走去》投稿到《帝国文学》，但没被采用。1910年（明治43年），直哉与《望野》的其他成员、《麦》的成员、《桃园》（柳宗悦等人）的成员等人一并创办了杂志《白桦》。他在创刊号上就发表了《到网走去》。此后，直哉也在该杂志上发表了《范之犯罪》、《在城崎》、《小僧之神》等作品。

### 与父亲感情不和
1907年（明治40年），仍就讀东京帝大的直哉与家里的侍女相恋，他向父亲提出结婚的想法但遭到坚决反对。原本因足尾礦山問題而一直不和的父子关系因此更加恶化。1912年（大正元年）9月，直哉在《中央公论》上发表了《大津顺吉》一文，题材就是与侍女结婚的问题。这是直哉第一次获得稿酬。期初，《白桦》的发行者洛阳堂计划将直哉首部短篇小说集结集出版，他父亲也承诺负担起出版费用。但当直哉向父亲再提此事时，父亲断然拒绝，并对他说“靠写小说生存的人，将来能有什么出息？”、“小说家是什么样的人？”。父子发生严重争执后，直哉在10月25日离家出走，先在东京银座木挽町的旅馆里住了两周，此后便搬到广岛县尾道市居住。

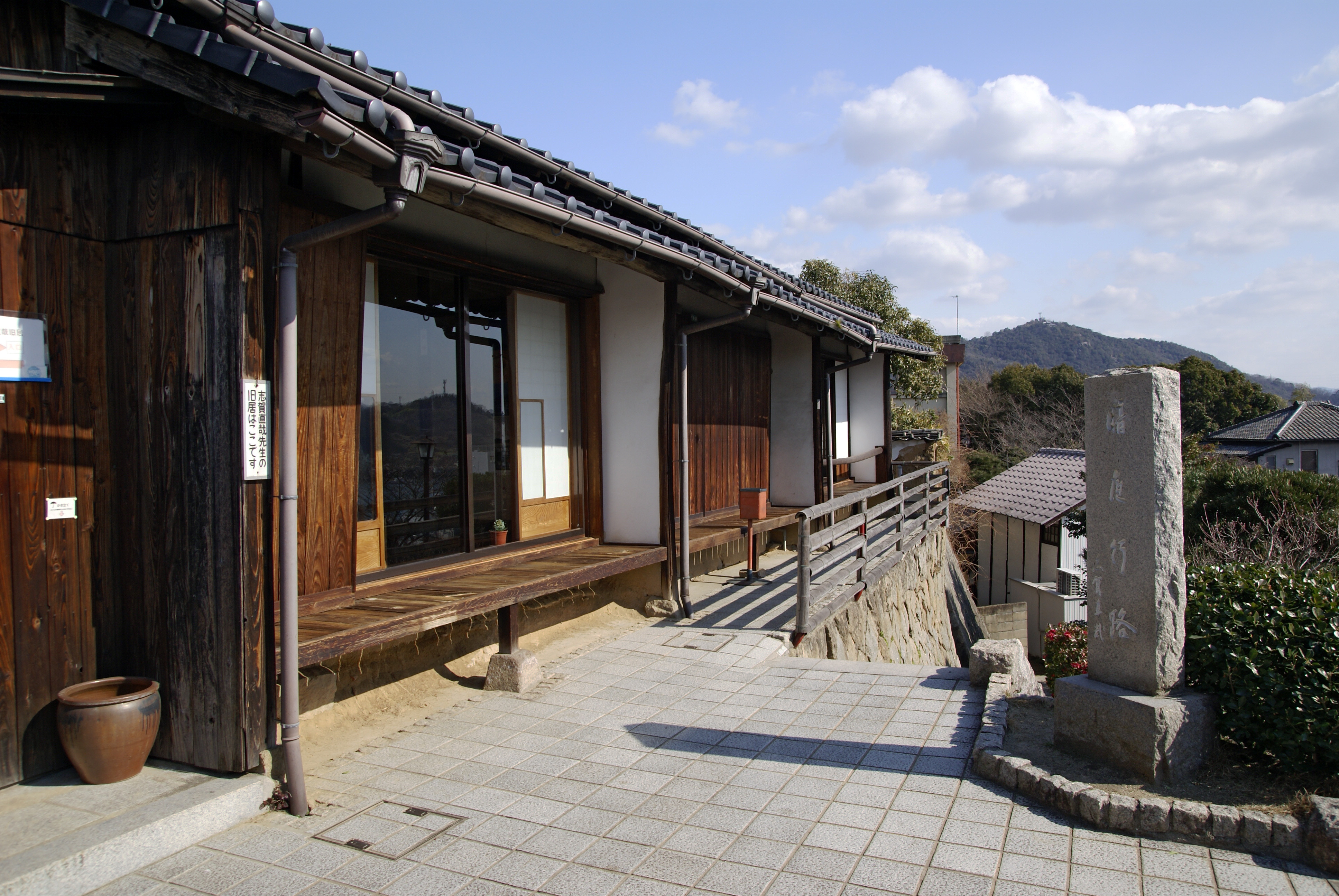
志贺直哉故居（尾道市），前为暗夜行路石碑

迁居尾道后的直哉在1913年（大正2年）1月出版了人生第一个短篇小说集《留女》。这一书名取自其祖母的名字。夏目漱石对该书给予了很高的评价。同月，他又在《读卖新闻》的报纸上发表《清兵卫与葫芦》。这一作品的内容主要是将喜爱葫芦的少年与不理解其价值观的成年人之间的故事，多年后直哉承认，创作这个作品的契机主要是为了表达“对不支持自己创作小说的父亲的抗议”。随后他开始创作自身的首部长篇小说《时任谦作》。这一作品也取材于他与父亲关系不睦的事，但写作的过程并不顺利，中途屡屡停笔。也因为这一原因，直哉在尾道居住了半年左右后，于1913年（大正2年）4月回到了东京。
1913年（大正2年）8月15日，住在东京的直哉在小说《出来事》（意为“事件”）杀青的晚上，与里见弴一起去看业余相扑，但在回家途中被山手线的电车撞成重伤，被送入东京医院（现为東京慈惠會醫科大學附屬醫院）救治。10月，他到兵库县城崎温泉疗养。这一期间，他目睹了蜜蜂、老鼠和蝾螈的三种小动物的死亡，并在日后发表的短篇小说《在城崎》中描写了他的感受。
结束城崎的疗养之后，他短暂地回到了尾道，但由于中耳炎发作，不得不在11月17日返回东京治疗耳病。此后，他在大井町（大森站附近）租房暂居。这一时期，通过武者小路实笃的介绍，夏目漱石请直哉在东京朝日新闻上发表连载小说。直哉欣然允诺，他计划在该报连载《时任谦作》，为了潜心创作，他在1914年（大正3年）5月离开东京，与里见弴一同搬到岛根县松江市居住。1925年（大正14年）他发表的《濠端的住居》（日语：濠端の住まひ）就描写了当时在松江的生活。中间他曾去大山游玩，被壮丽的风景所折服。此后这一幕被他用于《暗夜行路》的结尾。在松江的生活虽然有助于他日后的创作，但他当时的首要任务——连载小说的构思却连连受挫。无奈的直哉只能亲自到东京的夏目家中请罪，辞去了小说连载的工作。直哉对自己没能完成夏目交给的任务感到非常失望，懊恼之余，他整整停笔了三年之久。
1914年（大正3年）9月，直哉搬到京都。同年12月，与武者小路实笃表妹勘解由小路康子结婚。康子当时从华族女学校肄业，而且是再婚，这桩婚事遭到了直哉父亲的反对，因此进一步加深了父子之间的裂痕。婚后第二年，直哉就将自己的户籍从父亲处迁出。与康子的婚礼在东京麹町元园町的武者小路家中举行，见证人只有武者小路和勘解由小路两对夫妻。婚宴在京都餐馆“左阿弥”举行，也仅有少数友人出席。婚后不久，由于康子神经衰弱，为了疗养，两人搬到镰仓雪下居住。但康子的情况仍未好转，于是一周后他们再次迁居到 群马县赤城山，住在猪谷六合雄建造的山林小屋中。此后不久，康子的精神状况大为改善。直哉也很喜欢这个住处。1920年（大正9年）他发表的《焚火》中就描写了这段在赤城山休养的日子。

### 与父亲重归于好

志贺直哉旧居（千叶县我孙子市）

在不同的地方辗转奔波之后，直哉在1915年（大正4年）9月听从柳宗悦的建议，移居到千叶县我孙子的手贺沼，此后一直住到1923年（大正12年）为止。这一时期他的老同学武者小路实笃以及伯纳德·李驰过往从密。1916年（大正5年），直哉与康子生下了长女慧子，但迅即夭折。这一次丧女的经过在后来的《和解》以及《暗夜行路》等作品中都有体现。
1916年12月，夏目漱石因病去世。对夏目非常推崇的直哉十分悲痛。此前他因为朝日新闻的连载之事，对夏目始终还有亏欠，因此始终觉得在朝日新闻上刊出好作品之前，不应该在其他刊物上发表作品。夏目死后，直哉也打开了这个心结，同时也因为武者小路实笃的劝说，直哉终于在1917年（大正6年）再次开始创作。该年5月，他在《白桦》上发表了《在城崎》。这一作品以当年在城崎的疗养经历为背景，通过观察小动物的生死而思考了自身的生与死之问题。这篇作品不仅是直哉的代表作之一，同时也是所谓“心境小说”的代表作。一个月后，也是在武者小路的劝说下，直哉又在杂志《黑潮》上发表了《佐佐木的场合》。这一作品是献给夏目漱石的，表达了对3年前推掉夏目委托连载的工作的一份歉意。接着在8月又发表了《好人物的夫妇》，9月发表了《赤西蛎太》。然后在这一年，直哉也终于与父亲达成了和解。父子重归于好的经历也被开心的直哉写入了《和解》这一作品，发表在同年10月的《黑潮》。根据直哉本人的回忆，当时他每天平均写10页原稿，共花了15天就完成了。这一速度也创造了他本人“空前绝后的纪录”。
从1917年（大正6年）起直到离开我孙子市的1923年（大正12年）为止，是志贺直哉作为作家的“充实期”。尽管他整个创作生涯过程中作品数量不算很多，但在这短短数年前，他接连发表了《小僧之神》、《焚火》和《真鹤》等上佳之作，堪称质量兼优。在杂志《改造 (杂志)》上连载的《暗夜行路》（原名为《时任谦作》）也是从这一时期开始发表的。这段时间，他一共结集出版了9部作品集，包括收录了《大津顺吉》和《清兵卫与葫芦》的《大津顺吉》、收录了《和解》和《在城崎》的《夜光》、收录了《焚火》和《小僧之神》的《荒绢》以及《暗夜行路・前篇》等小说集。值得一提的是，《夜光》的装帧设计是由伯纳德·李驰负责的。

### 京都・奈良时期
经历了在我孙子的创作高峰期后，志贺直哉在1922年（大正11年）的年末逐渐对长篇小说创作感到困难，他在日记中也记下了“自己对读书和写作都有点厌倦了”、“不想读也不想写”等消极情绪。或许他也想从这种心境中解脱出来，于是在1923年（大正12年）3月离开了我孙子，举家迁居到京都市上京区粟田口三条坊町。同年10月又迁到了京都郊外的宇治郡山科村。不久他完成了短篇小说《雨蛙》，并在次年1月发表于《中央公论》上。根据直哉的回忆，他“原本打算在《暗夜行路》完成后再写这个短篇，但由于对于何时完成这个长篇也没有头绪，因此就索性先写出了这个短篇”。在直哉的全部作品中，《雨蛙》是花费了直哉最多时间的短篇。几乎也在这个时期，他与京都祇园花见小路的茶屋一位女招待有了不伦之情。这段时期的经历也被他写入了所谓《山科记》四部曲中（《山科的记忆》、《痴情》、《琐事》《晚秋》）。

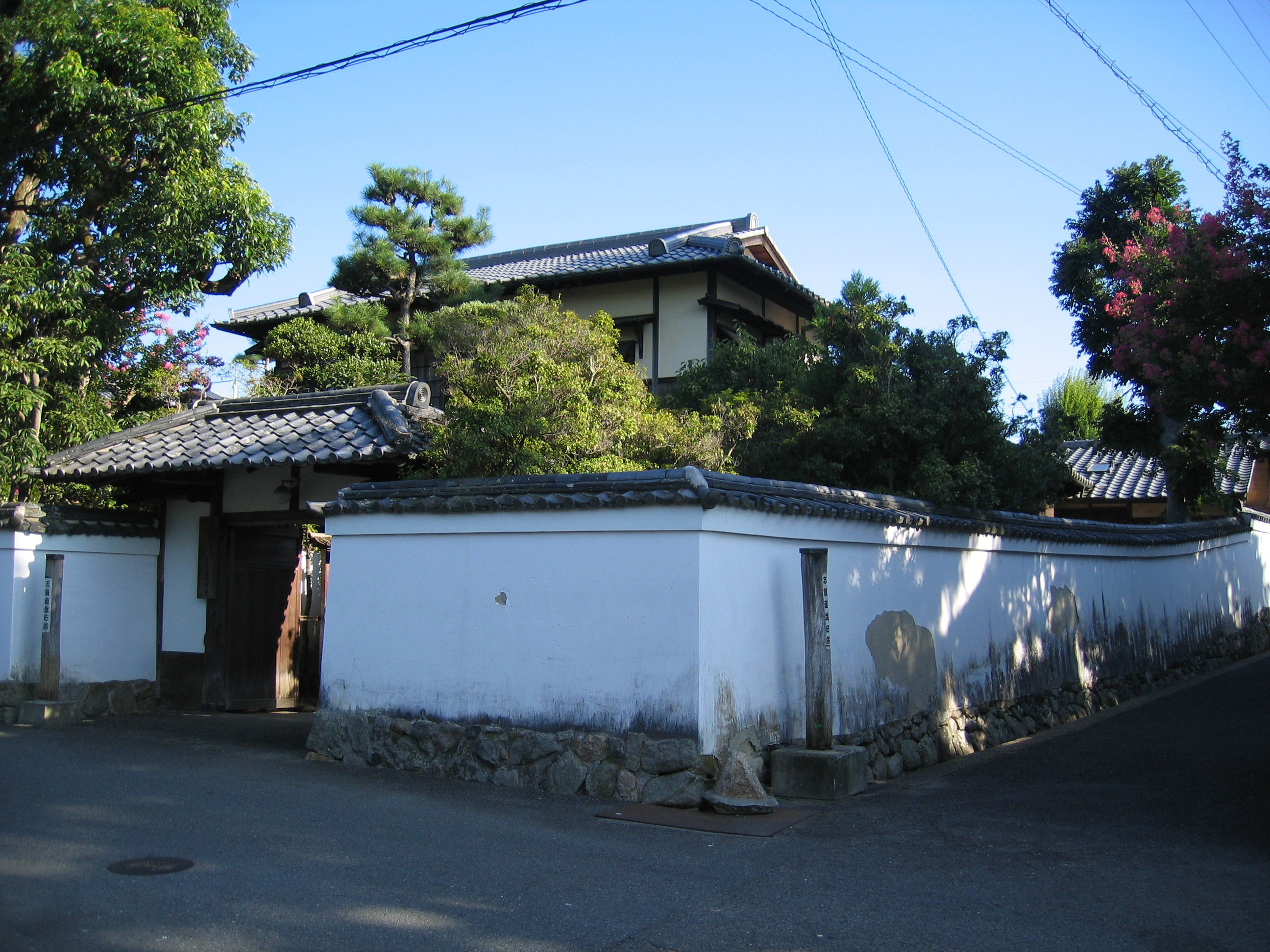
志贺直哉旧居（奈良市高畑）

1925年（大正14年）4月，受到在学习院初等科时期的老友九里四郎的邀请，直哉开始迁居到奈良县幸町。1926年，他在幸町居住期间出版了美术图鉴《座右宝》。直哉从尾道・松江时期就一直关注东洋的古代美术，为了能随时方便地鉴赏东洋古美术，于是他决定亲自出版这本图集。此后，他自己设计的住宅在奈良上高畑町建成，于是在1929年（昭和4年）4月搬到新居。在该地居住期间，他与许多文化名人过从甚密。其中包括仰慕直哉而搬到奈良居住的泷井孝作以及小林秀雄以及对他推崇备至的小林多喜二等作家文人。由于众多文人的来访及交流，上高畑的志贺家被称为“高畑沙龙”。
在文学创作方面，直哉在杂志《改造》上连载的《暗夜行路》却在1928年（昭和3年）被长期中断。从1929年（昭和4年）起直到1933年（昭和8年）为止，除了《旋律》等少数随笔之外，直哉几乎停止了一切创作。其中的原因或许也包括当时在文坛上盛行的“普罗文学”，直哉对此非常不满，故而辍笔。这期间，他与里见弴一起到中国东北满洲、天津及北京等地旅游。这也是直哉首次出国旅行。这次旅行是南满洲铁道发出邀请并承担旅费的，作为回报，直哉与里见等人答应要在报纸和杂志上撰文介绍满洲的情况。但实际上主要的介绍文字都是里见执笔的，直哉几乎没有出力，但他也把满洲旅行的一些见闻写入了他的小说《万历赤绘》中。这也是直哉重启创作活动的开端。1934年（昭和9年），他陆续发表了《星期天》、《早中晚》、《菰野》和《台风》等作品。1937年（昭和12年），中断已久的《暗夜行路》终于全部完稿。

### 再赴东京
1938年（昭和13年）3月，直哉举家搬迁到东京淀桥区諏访町的出租房内。尽管他本人更喜欢奈良的生活环境，但为了让儿子直吉在东京接受教育，于是只能让他先借住在妹妹的实吉英子家中。1937年（昭和12年）10月，康子夫人带着留女子・田鹤子・贵美子等先到东京，与直吉一起租房居住。次年3月，直哉与刚从女学校毕业的寿寿子及万龟子一起与全家在东京汇合。
1937年（昭和12年）9月到次年6月，改造社出版了《志贺直哉全集》（共9卷）。直哉在最后一卷的卷尾语中写道“本人在本全集终结之际，决定告别文士的生涯，从此与写作将做一了断。”。这次宣言其实与侵华战争中日本的战局报道有一定关系，而且在这种时局下，作家也不能自由发表一些不满。直哉为了排解忧郁的情绪，在下落合租借了一套办公用的房间，开始热衷于油画。1939年（昭和14年）前后，他的胆结石发病，非常痛苦。1940年（昭和15年）5月，直哉在世田谷区新町买下住宅并迁居至此。之前他已经卖掉了奈良的房子，搬入新居后，心情舒畅，于是又开始了文学创作。1941年（昭和16年），他将与儿子直吉到京都、奈良、北陸等地旅行的经验写成《早春之旅》并发表。
1942年（昭和17年）2月17日，直哉在电台里朗读了他自己的作品《新加坡的沦陷》，并将该文收入《文艺》3月号。这一时期的直哉也与国内狂热的战争报道一样，沉浸在新加坡战役的胜利喜悦中，但自此以后的3年半期间，他始终未再发表过任何有关战争的言论。据说他曾对频繁出入于铃木贯太郎家的学生网野菊说过“日本不管战胜还是战败，都将沦为三流国家。”。战后他发表的《铃木贯太郎》的随想中，吐露了其实内心深处反对战争的心声。
在日本战败前夕，直哉也听取了当时的外务大臣重光葵的意见，与安倍能成、加瀬俊一、田中耕太郎、谷川徹三、富塚清、武者小路实笃、山本有三、和辻哲郎等人组织创办了“三年会”。该组织旨在收拾战败后日本国内混乱的人心。后来该组织发展为“同心会”，上述成员也深度参与了杂志《世界》的创办过程。

### 晩年

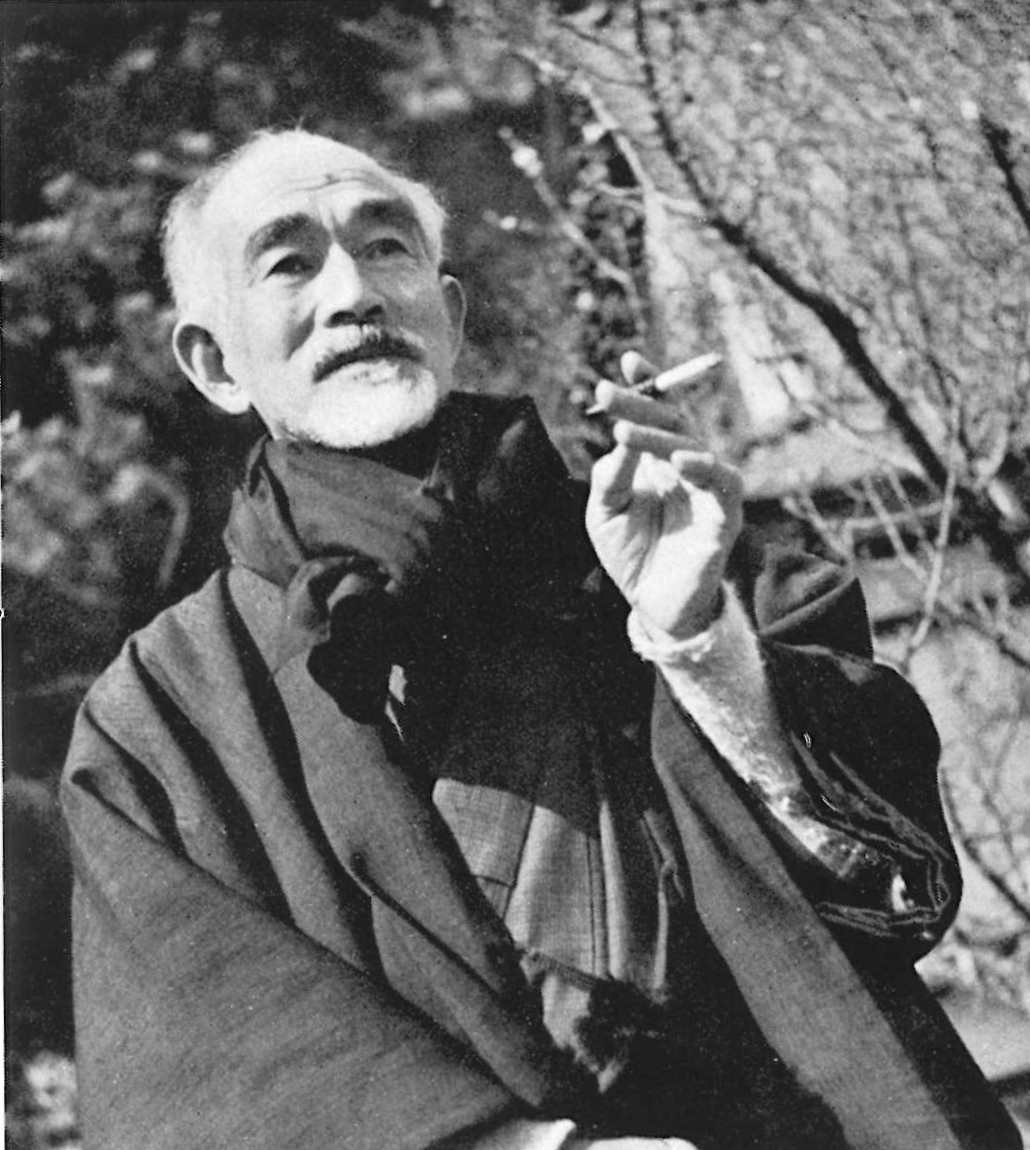
晩年的志贺直哉

二战刚结束不久，直哉就又开始了创作，并在世田谷新町等地接连发表作品。1946年（昭和21年），他在自己创办的杂志《世界》创刊号上发表了《灰色的月》一文。这一描写战败后东京风貌的作品引起了相当大的关注。此后，他也发表了《天皇制》、《铃木贯太郎》和《国语问题》等时论文字。1947年（昭和22年），志贺直哉担任日本笔会会长一职。在该会举办的演讲中，他发表了题为“献给年青一代”的讲话，给听众留下了深刻的印象。战后的东京处处断壁残垣，满目疮痍，直哉睹物伤感，于是在1948年（昭和23年）迁居到热海市大洞台的山庄。此后也很少到东京露面。在热海居住期间，他发表了《山鸠》和《朝颜》等作品。1949年（昭和24年），他与挚友谷崎润一郎一同被授予文化勋章。
1952年（昭和27年），步入古稀之年的直哉终于实现夙愿，与柳宗悦、滨田庄司等人一同赴欧洲旅行。当初，《每日新闻社》提出愿意负担众人的旅费，但直哉担心这样会处处受限，于是他决定自己筹资。5月31日，他从羽田机场出发，抵达罗马。后又在威尼斯国际美术节上与梅原龙三郎见面，在意大利的19天期间，他们参观了各地古迹和美术馆。此后又游历了巴黎、马德里和里斯本等地的美术馆，但在旅途中直哉突然患病，到伦敦后一直卧床不起。原本他还计划了到北欧以及美国的行程，但只能无奈地与梅原一起在8月12日乘机回国。此后他与弟子们谈起这趟旅程，感叹“当时差点丢了性命”。
1955年（昭和30年），直哉迁居涩谷常磐松町。同年，岩波书店开始再度出版《志贺直哉全集》，但这一时期的直哉创作甚少。1958年（昭和33年），他只写了两篇有关时事的文章：2月在朝日新闻上发表了有关恢复纪元节纪的意见；11月在《中央公论》紧急增刊《松川诉讼特别号》卷首语中发表了有关松川审判的评论。自此以后，他只写了出版社约稿的年初寄语之类的文章。1969年（昭和44年），他发表的随笔《尼罗河水的一滴》（2月23日朝日新闻PR版）成为他最后发表的文字。

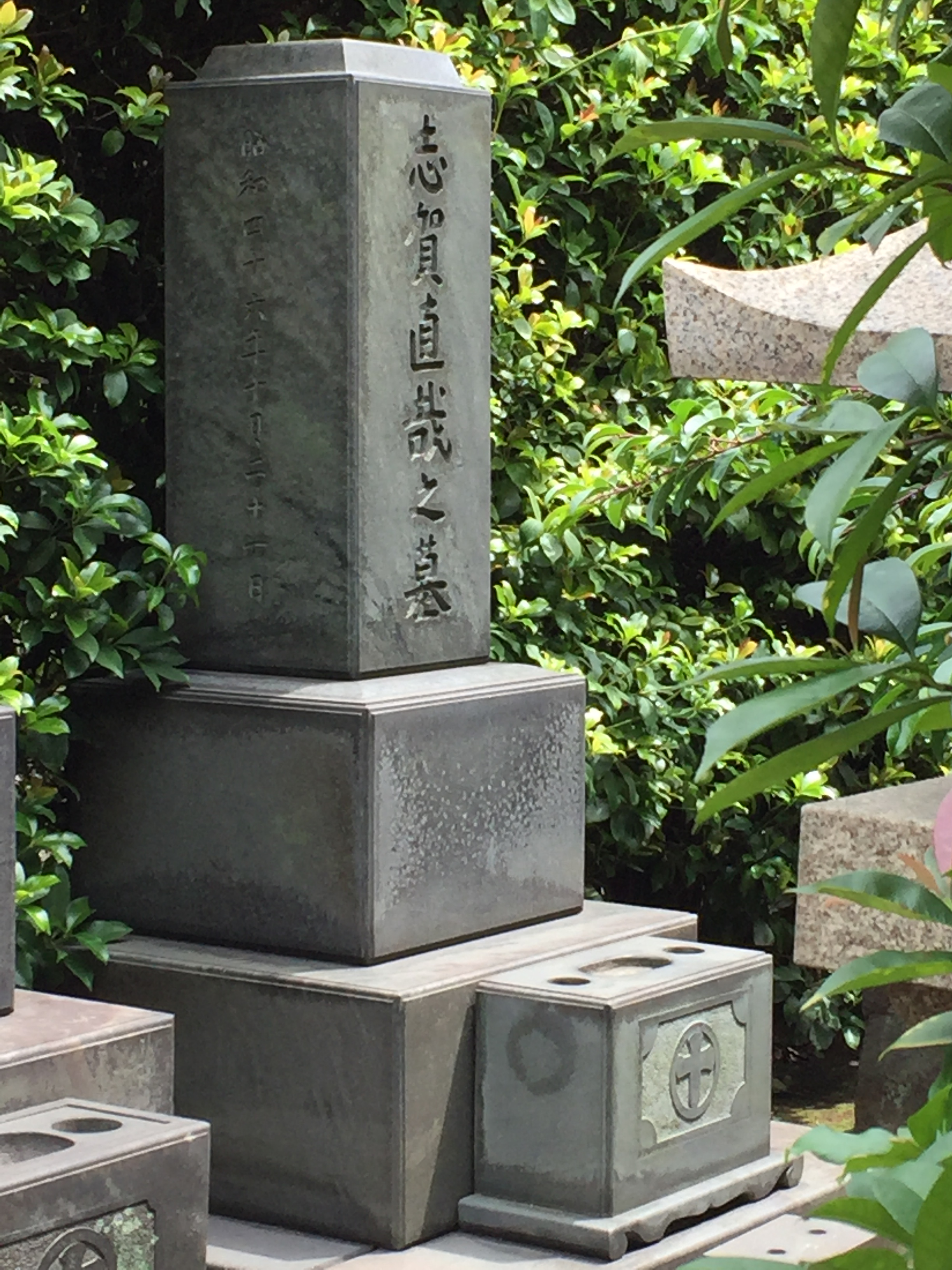
志贺直哉的墓碑石（青山灵园）

1971年（昭和46年）10月21日上午11时58分，志贺直哉因肺炎及机能衰弱，在关东中央医院病逝。23日遗体在代代幡斋场进行火葬，26日，他的葬礼在青山葬仪所举行，根据他本人的遗愿，葬礼没有采用宗教仪式。葬礼上，尚在国立音乐大学钢琴专业学习的外孙女柳美和子（直哉四女万龟子所生）演奏钢琴曲，葬礼委员会负责人里见弴宣读悼词，东大寺的上司海云与桥本圣准诵经祷告后，全体出席者向遗体献花告别。直哉一生的老友武者小路实笃不顾86岁高龄，也赶到葬礼现场，并对着志贺直哉的遗像即兴发表了悼词，但由于声音太轻，全体出席者都未能听清内容。直哉的骨灰被装入滨田庄司制作的骨灰壶中，葬于青山灵园，但在1980年（昭和55年）被盗后，至今下落不明。

### 身后事
1996年（平成8年），直哉的次子直吉将大量作品手稿捐赠给日本近代文学馆 ，在2016年（平成28年）又将书简和照片等也捐给同馆 。此外，他曾经居住过的我孙子市的白桦文学馆中也展示大量的直哉手稿、书信和一些遗物。另外，根据遗属和弟子等人的商议结果，与芥川龙之介的“河童忌”以及太宰治的“樱桃忌”不同，后人决定不在志贺直哉的忌日举行定期缅怀的活动。

## 评价
志贺直哉在圈内被赞为“写实的名家”，其作品善于用简洁的文字准确犀利地表现描写对象。惜墨如金的作品风格，使得他获得了很高的赞誉。也正因如此，他的作品经常作为文章练达的典范而被后人模仿学习，甚至因为其代表作《小僧之神》的名称，而被后代的文学青年尊称为“小说之神”。
芥川龙之介曾在文学评论《文艺的、过于文艺的》一文中，评价志贺直哉是“没有俗气”、“最接近诗意”“最纯粹的”日本小说家。他还对志贺如此评价：“志贺直哉先生的一生是高洁的，在他的作品中时常能体会到道德的口气以及道德性的灵魂的苦痛”。此外，他也非常赞赏志贺的写实风格，“对现实的细节描写丝毫不输前人”（通过细密的描写实现了现实）……，极大地实现了写生之妙趣”。芥川还列举了《焚火》和《真鹤》等作品，称赞其“在现实中流淌着立于东洋传统之上的诗的精神”，对作品中的东洋诗意精神给予了充分的肯定。
菊池宽也认为“志贺先生是如今日本文坛上最杰出的作家之一”。他一方面将志贺列入“现实主义作家”的行列，但又认为“志贺的现实主义与文坛中的自然派作家多多少少似是而非。”。其理由是：志贺的作品体现了“在形式表现上选择严肃”，内容上却充满了“人性的温暖”。
辻邦生对直哉的散文评价甚高，认为“（其作品）就诗一般的完美及清澄度而言，达到了一个巅峰”。另外，他感觉直哉的文章中“隐藏着正确看待事物的视线”。辻邦生在学习写作时，曾经模仿直哉的文笔风格，“志贺先生那洞悉一切的眼光在观察物体的形状、颜色和动作时，化作了纯粹的视觉，这使我也体验到了生理意义上的快感”。
加贺乙彦以《小僧之神》、《清兵卫与葫芦》、《到网走去》、《事件》和《暗夜行路》为例，对直哉生动地描写儿童动作神情的文字极为推崇。另外，他将直哉文学称为“同感文学”，认为“志贺的小说会让他人产生共鸣，尽管他以一个男性的视角切入，但也能将他人的世界描写得既深入又广泛”。
另一方面，志贺也曾经在二战时期发表了《新加坡的沦陷》等歌颂战争的作品，也因此被太宰治（在《如是我闻》中）所诟病。但是在攻克新加坡当时，包括谷崎润一郎在内的许多作家都公开表示祝贺，而且与同为白桦派成员的武者小路实笃及高村光太郎等积极赞成战争的作家相比，志贺并没有过于露骨的言论。事实上，1946年（昭和21年）小田切秀雄等人也曾经主张追究作家的战争责任，当时众矢之的是武者小路和高村等人，直哉并没有被列入批判的对象。

## 轶事

### 人物
志贺并无宗教信仰，因此在家里既没有神龛也没有佛坛。尽管他有一尊柳宗悦赠送的药师如来木雕像，但并未作为偶像收藏。他絲毫不相信迷信和怪力乱神，甚至在赤城山散步的时候，他还曾将路边的地藏石像一脚踢翻。他迁居至我孙子之后，慧子和直康接连去世，加上直哉自己也因坐骨神经痛而备受痛苦，因此妻子曾建议他供养一尊地藏菩萨。但直哉认为疾病总会痊愈，如果因此就陷入迷信，那家里的风气就会变坏，于是断然拒绝。
直哉在与友人问候时，经常爱用“失敬”一词。这个词包含了“你好”、“慢走”、“初次见面”、“告辞”、“再见”等多种含义，带有直哉强烈的个性。但他对家人并不会用这个词。
直哉本人有时虽然也会用不太礼貌的言辞，但他对儿女的管教很严格，非常注意孩子们的言行。二战后，高桥信之助一家借住在世田谷新町家中的时候，五女田鹤子与高桥妻子知子聊天后，回来跟家人说“知子真是个滑稽的人。”，听到这话的直哉勃然大怒，斥责女儿说“不該說别人的太太很滑稽，这种话太失礼了！赶紧去道歉！”。于是田鹤子赶紧到知子的房间，向对方郑重道歉。

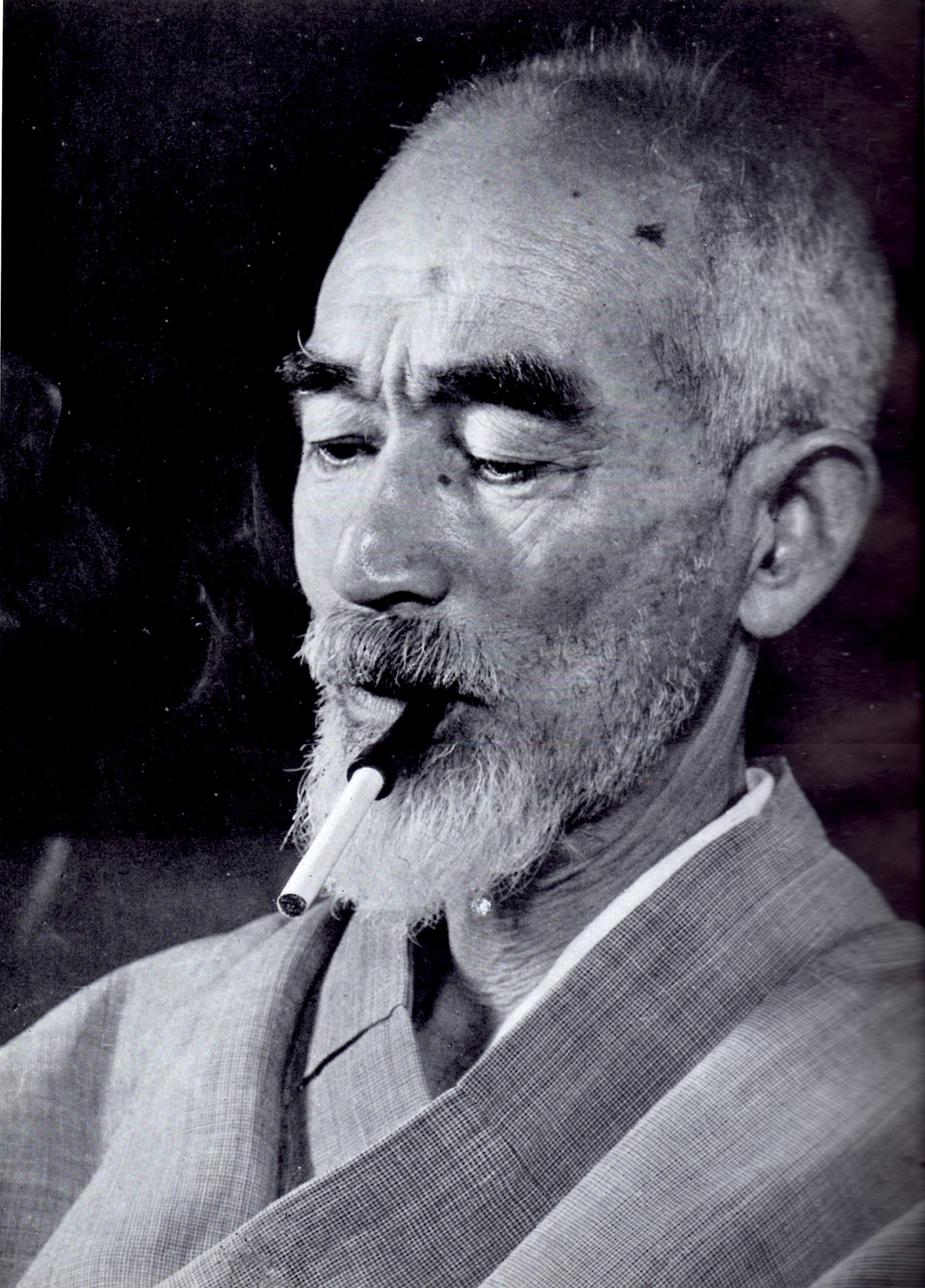
在热海的志贺直哉

摄影家田村茂为了拍摄直哉的照片，曾经到热海的志贺家中拜访。当时附近都是农田，家中也有苍蝇到处飞舞。但是直哉在拍照时都没有注意到头上停着苍蝇，仍然平静地抽着烟。田村见到这一幕，就把这张经典的照片拍了下来并公开发表。他认为这张照片很好地体现了直哉沉稳大气，不为小事所动的性格。

### 兴趣爱好
在志贺直哉读中等科6年生的时候，他经常去歌舞伎座或明治座欣赏歌舞伎表演。每个星期天上午，他雇一辆人力车前往内村鉴三家中向老师请教，听课时让车夫在外等候。结束后他便乘车前往戏院，并雇人买到最好的位置，整日欣赏歌舞伎。据说雇车的费用都是后母浩背着其父亲偷偷给志贺的。
直哉也很喜欢看电影。他个人与小津安二郎也是关系不错的朋友，其在战后拍摄的电影几乎都看过。直哉评价小津的作品“画面非常美”。但是，在文学创作上，他并没有直接受到电影的启发或影响。他在奈良居住期间，也经常去瓦堂町的电影院以及中井座剧院看戏。
直哉不下围棋，但爱好日本将棋。他对柔道也有自己的见地。

### 友人
志贺从学习院时期起的好友包括武者小路实笃、细川护立、柳宗悦、里见弴等人，成年后也与谷崎润一郎、梅原龙三郎、安倍能成、和辻哲郎、安井曾太郎、谷川徹三、小林多喜二等众多文化人保持了良好的友谊。他们的交往可以在多人的日记和书信中看到。此外，对志贺直哉以师长相待的作家包括泷井孝作、尾崎一雄、广津和郎、网野菊、藤枝静男、島村利正、直井洁、阿川弘之等人（请参见下文“关联人物”）。

### 搬家狂人
志贺在随笔《迁居二十三次》中，写他自己一生共迁居过23次的经历。实际上，他经常居住的地方包括下列这些住所。
| 开始居住时间 | 居住地                           |
| ------------ | -------------------------------- |
| 1883年02月   | 宫城县牡鹿郡石卷町               |
| 1885年02月   | 东京府东京市麹町区内幸町         |
| 1890年04月   | 东京府东京市芝区芝公园地         |
| 1897年07月   | 东京府东京市麻布区三河台町       |
| 1912年11月   | 广岛县尾道市土堂町               |
| 1913年12月   | 东京府荏原郡大井町               |
| 1914年05月   | 岛根县松江市                     |
| 1914年09月   | 京都府京都市上京区南禅寺町       |
| 1915年01月   | 京都府京都市上京区一条御前通     |
| 1915年05月   | 神奈川县镰仓郡镰仓町             |
| 1915年05月   | 群马县势多郡富士见村             |
| 1915年09月   | 千叶县东葛饰郡我孙子町           |
| 1923年03月   | 京都府京都市上京区粟田口三条坊町 |
| 1923年10月   | 京都府宇治郡山科村               |
| 1925年04月   | 奈良县奈良市幸町                 |
| 1929年04月   | 奈良县奈良市高畑町               |
| 1938年04月   | 东京府东京市淀桥区諏訪町         |
| 1940年05月   | 东京府东京市世田谷区新町         |
| 1948年01月   | 静冈县热海市稻村大洞台           |
| 1955年05月   | 东京都涩谷区常磐松町             |

### 主张日本国语改用法语
1946年（昭和21年），直哉在杂志《改造》4月号上发表了《国语问题》一文。直哉在接近40年的文学生涯中，痛感日语的不完整性，提议“日本应该果断地选择世界上最美最完善的语言作为国语。我认为法语最符合这一标准。”他虽然不懂法语，但认为“法国是文化先进的国家，读过法国的小说后也感觉与日本有相通之处。”，因此极力推崇法语。作为一名地位崇高的日语作家，他的这个意见给读者及追随者们带来了极大的震动和迷惑。他的弟子河盛好蔵及辰野隆等人认为这是直哉的“失言”，其他弟子对他的这一建议也几乎没有过多提及。根据阿川弘之的调查，这篇文章发表后，极少有其他学者或作家对之提出反驳或质疑。福田恒存、土屋道雄的《国语问题论争》（1962年、新潮社）也提到，直哉的法语国语论虽然受到了人们的关注，但几乎没有被认真地加以讨论，最终也没有下文。大野晋也是从学生时代对志贺直哉的作品非常痴迷，他心目中的“小说之神”竟然主张抛弃日语，因此大野很受震动，但也没在公开场合提出反对。大野曾对担任《日本古典文学大系》编辑工作的直哉之子直吉提出过这个问题，直吉认为，可能直哉是考虑到由于日语的特殊性，导致日本的文学没有受到全球的理解和关注，因此推荐改用法语。
对直哉的法语论提出反对的代表人物包括丸谷才一，三岛由纪夫等人。相反，莲实重彦在《反日语论》以及《表层批评宣言》等书中支持了直哉的观点。
二战结束后，直哉几乎停笔的原因之一是“由于当时的报纸杂志强制要求将原稿改用当用汉字或现代假名”（展望、1950年3月号）。

## 年谱

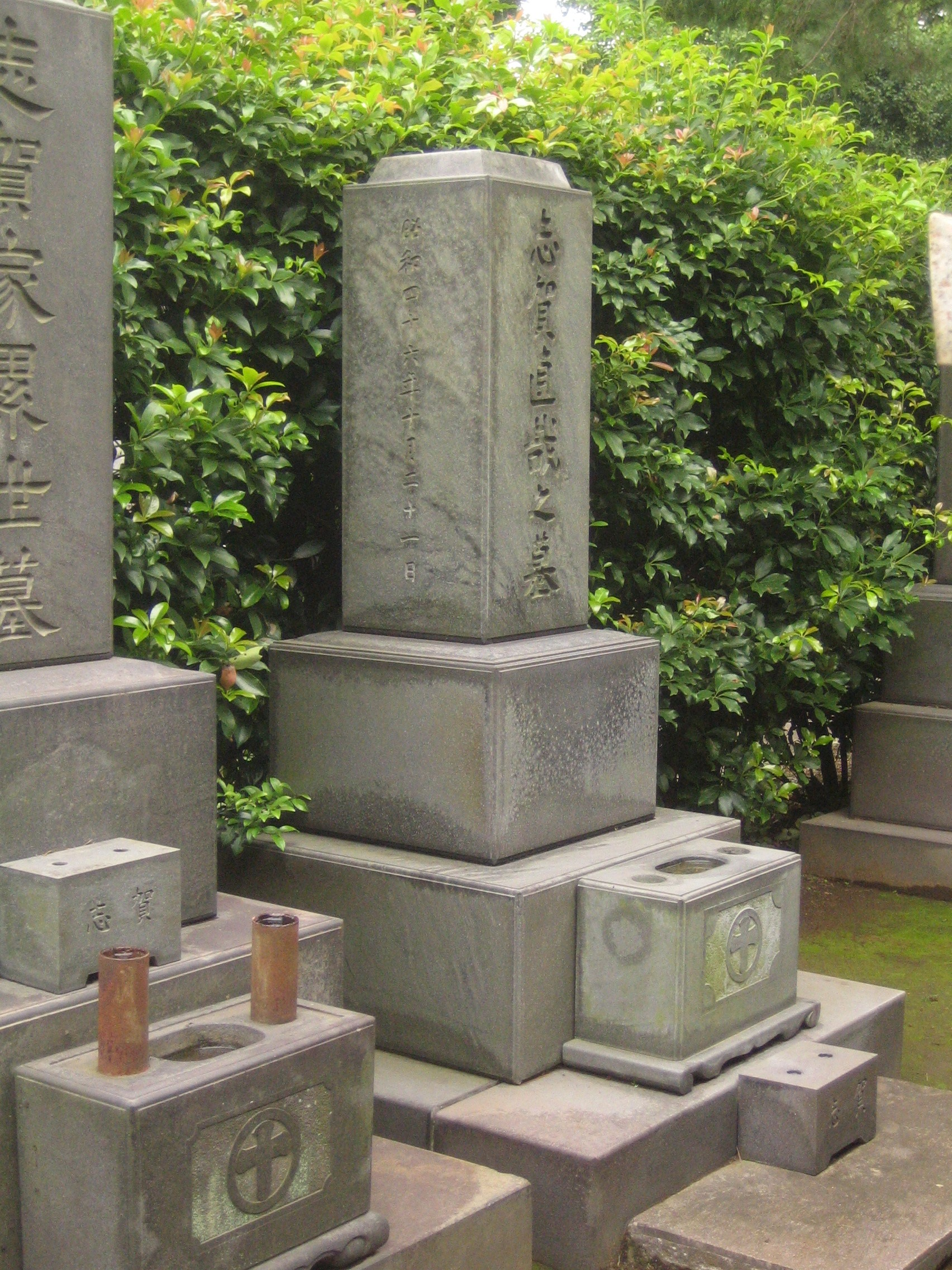
志贺直哉墓（青山灵园内）

- 1883年（明治16年）2月20日　生于陆前石卷（现为石卷市住吉町），父亲为银行职员志贺直温，直哉为次子，长兄直行出生后即夭折。祖父直道为原相马中村藩士二宮尊徳的弟子。母亲名银，为伊势龟山藩佐本源吾之四女。
- 1885年（明治18年）　与父母一共迁居东京，与祖父母一同生活。
- 1889年（明治22年）　入读学习院初等科。
- 1895年（明治28年）　入读学习院中等科。
  - 8月30日，母亲银在怀孕期间因病去世。
  - 秋季，父亲直温与汉学者高桥元次长女浩（こう）再婚。后母陆续诞下弟弟一人和妹妹五人。
- 1901年（明治34年）
  - 从夏季开始跟从内村鉴三学习。
  - 因足尾铜山矿毒事件，与父亲发生冲突。此后长期父子不和。
- 1902年（明治35年）　中等科第二次留级，与小两岁的武者小路实笃成为同年同学。
- 1906年（明治39年）　入读东京帝国大学英文学科。
- 1907年（明治40年）　因结婚问题与父亲再度发生矛盾。
- 1908年（明治41年）
  - 发表处女作《一天早晨》。
  - 创立杂志《望野》。
  - 从英文学科转至国文学科，但此后几乎没有到校上课。
- 1910年（明治43年）
  - 创立杂志《白桦》，发表了《到网走去》。
  - 从东京帝国大学退学。在征兵体检中以甲等合格入伍。加入市川的炮兵连队，8天后因病退伍。
- 1911年（明治44年）
  - 12月，与武者小路实笃产生冲突　向《白桦》社发出绝交书。后因实笃的道歉及劝说而和好，但与白桦社同人的交往产生了裂痕[102]。
- 1912年（大正元年）　发表《大津顺吉》、《正义派》、《母亲之死与新母亲》等文章。
  - 10月，因与父亲不和，搬离东京，迁居至广岛县尾道市。
- 1913年（大正2年）　发表《清兵卫与葫芦》及《范之犯罪》等。
  - 8月15日，在东京被山手线电车撞伤，重伤入院。
  - 10月，在城崎温泉休养三周。
  - 11月，回到尾道不久，因中耳炎发作，再次回到东京。
  - 12月末，因武者小路实笃引荐，夏目漱石委托志贺直哉在东京朝日新闻上发表连载小说。
- 1914年（大正3年）
  - 正月，拜访夏目漱石。
  - 从5月其，迁居至松江，放弃创作小说的想法。7月，赴东京向夏目漱石辞去连载的工作。此后长期辍笔。
  - 12月21日，不顾父亲的反对，与勘解由小路康子（武者小路实笃的表妹）结婚。婚礼在武者小路家举行[103]。
- 1915年（大正4年）　听从柳宗悦的建议，迁居至千叶县我孙子町。
- 1916年（大正5年）　长女慧子（さとこ）出生后即夭折[103]。
- 1917年（大正6年）　次女留女子（るめこ）出生[103]。
  - 恢复创作。在《白桦》5月号上发表《在城崎》[104]。
  - 8月，与父亲重归于好。《和解》完稿。
- 1919年（大正8年）　长子直康出生后夭折[103]
- 1920年（大正9年）　发表《小僧之神》、《焚火》等。三女寿寿子出生[103]
- 1921年（大正10年）　发表《暗夜行路》前编。祖母留女去世[103]
- 1922年（大正11年）　开始《暗夜行路》后编的连载。四女万龟子出生[103]
- 1923年（大正12年）
  - 3月、迁居至京都粟田口。尾崎一雄、网野菊等人来访。
  - 10月、迁居至山科。《雨蛙》完成。
- 1925年（大正14年）　迁居至奈良市幸町。次男直吉出生。
- 1929年（昭和4年）　上高畑宅居建成后入住。五女田鹤子出生。同年开始辍笔。
- 1931年（昭和6年）　11月，留宿来访的小林多喜二，两人促膝长谈。
- 1932年（昭和7年）　六女贵美子出生。
- 1933年（昭和8年）　时隔五年后首次发表小说《万历赤绘》。
- 1937年（昭和12年）   完成并发表《暗夜行路》后编。
- 1938年（昭和13年）　迁居至东京高田马场。改造社出版《志贺直哉全集》后，发表文士废业宣言。
- 1940年（昭和15年）　迁居至世田谷新町。
- 1941年（昭和16年）　以《早春之旅》一文再度执笔。
- 1942年（昭和17年）　《新加坡的沦陷》以及《龙头蛇尾》发表后，直至二战结束都未发表作品。
- 1947年（昭和22年）　任日本笔会会长。
- 1948年（昭和23年）　迁居至热海市大洞台山庄。
- 1949年（昭和24年）　获颁文化勋章。
- 1952年（昭和27年）　与柳宗悦、滨田庄司等人一同周游欧洲各国。
- 1955年（昭和30年）　迁居至涩谷区常盘松的自家住宅。
- 1971年（昭和46年）　10月21日，因病去世。

## 主要作品列表
括号内为发表年份。主要以在参考文献中的记述及年谱中提及的作品为主。发表后更改题目的作品以更改后题目为准。
- 網走まで（日语：網走まで）（1910年4月）
- 箱根山（1910年5月）
- 剃刀（1910年6月）
- 孤児（1910年7月）
- 彼と六つ上の女（1910年9月）
- 速夫の妹（1910年10月）
- 鳥尾の病気（1911年1月）
- イヅク川（1911年2月）
- 無邪気な若い法学士（1911年3月）
- 濁つた頭（1911年4月）
- ある一頁（1911年6月）
- 不幸なる恋の話（1911年9月）
- 襖（1911年10月）
- 老人（1911年11月）
- 祖母の為に（1912年1月）
- 憶ひ出した事（1912年2月）
- 母の死と新しい母（1912年2月）
- 大津順吉（1912年9月）
- 正義派（1912年9月）
- クローディアスの日記（1912年9月）
- 清兵衛と瓢箪（1913年1月）
- モデルの不服（1913年7月）
- 興津─川村弘の憶ひ出─（1913年8月）
- 出来事（1913年9月）
- 范の犯罪（1913年10月）
- 児を盗む話（1914年4月）
- 城の崎にて（1917年5月）
- 佐々木の場合（1917年6月）
- 小品五つ（1917年7月）
- 好人物の夫婦（1917年8月）
- 或る親子（1917年8月）
- 赤西蠣太（1917年9月）
- 和解（1917年10月）
- 鵠沼行（1917年10月）
- 荒絹（1917年11月）
- 或る朝（1918年3月）
- 十一月三日午後の事（1919年1月）
- 流行感冒（1919年4月）
- 断片（1919年11月）
- 或る男、其姉の死（1920年1月 - 3月）
- 小僧の神様（1920年1月）
- 或る一夜（1920年1月）
- 菜の花と小娘（1920年1月）
- 夢（1920年1月）
- 雪の日―我孫子日誌─（1920年2月）
- 焚火（1920年4月）
- 赤城にて或日（1920年7月）
- 真鶴（1920年9月）
- 暗夜行路（1921年1月 - 1937年4月）
- 寓居（1921年1月）
- 挿話（1922年6月）
- 廿代一面（1923年1月）
- 旅（1923年7月）
- 雨蛙（1924年1月）
- 偶感（1924年1月）
- 震災見舞（1924年3月）
- 転生（1924年3月）
- 子供四題（1924年4月）
- 木下利玄（1924年4月）
- 中座の「忠臣蔵」を観る（1924年4月）
- 郡虎彦君を憶ふ（1924年10月）
- 濠端の住まひ（1925年1月）
- 冬の往来（1925年1月）
- 梟（1925年1月）
- 黒犬（1925年1月）
- 矢島柳堂（1925年6月 - 1926年1月）
- 些事（1925年9月）
- 石榴（1925年9月）
- 山科の記憶（1926年1月）
- 弟の帰京（1926年1月）
- 革文函（1926年1月）
- 白銅（1926年1月）
- プラトニック・ラヴ（1926年4月）
- 痴情（1926年4月）
- 三条会の画家（1926年4月）
- 主我的な心持（1926年5月）
- 晩秋（1926年9月）
- 「光子」の著者（1926年9月）
- 過去（1926年10月）
- 死神（1926年10月）
- 山形（1927年1月）
- 親友（1927年1月）
- くもり日（1927年1月）
- 夢から憶ひ出す（1927年3月）
- 菊斎歿後（1927年4月）
- 沓掛にて─芥川君のこと─（1927年9月）
- 邦子（1927年10月 - 11月）
- 山鳥（1927年10月）
- 犬（1928年1月）
- 鳥取（1929年1月）
- 雪の遠足（1929年1月）
- 豊年虫（1929年1月）
- リズム（1931年1月）
- 大阪の役者（1931年3月）
- リーチのこと（1933年5月）
- 手帖から（1933年7月）
- 万暦赤絵（1933年9月）
- 『女の学校・ロベエル』を読む（1933年11月）
- 日曜日（1934年1月）
- 朝昼晩（1934年4月）
- 菰野（1934年4月）
- 颱風（1934年4月）
- 竹内勝太郎君（1935年12月）
- 青嗅帖（1937年4月）
- 叔父直方（1938年2月）
- 池の縁（1938年6月）
- 無題（1939年4月）
- 鬼（1939年5月）
- 泉鏡花の憶ひ出（1939年10月）
- 病中夢（1939年10月）
- 虫と鳥（1940年8月）
- 早春の旅（1941年1月）
- 内村鑑三先生の憶ひ出（1941年3月）
- 馬と木賊（1941年5月）
- 淋しき生涯（1941年7月）
- シンガポール陥落（1942年3月）
- 竜頭蛇尾（1942年6月）
- 五月蠅（1945年12月）
- 貴美子の先生（1946年1月）
- 銅像（1946年1月）
- 灰色の月（1946年1月）
- 鈴木貫太郎（1946年3月）
- 国語問題（1946年4月）
- 天皇制（1946年4月）
- 随想（1946年4月）
- 梅原竜三郎への手紙（1946年6月）
- 一年目（1946年8月）
- 兎（1946年9月）
- 蝕まれた友情（1947年1月）
- 愛読書回顧（1947年1月）
- 唯々諾々（1947年1月）
- 三浦環の死（1947年3月）
- 玄人素人（1947年3月）
- 若き世代に愬ふ（1947年8月）
- 猫（1947年10月）
- 牛の角（1948年1月）
- 奈良日記（1948年1月）
- 菊池寛の印象（1948年7月）
- 稲村雑談（1948年8月 - 1949年3月）
- 太宰治の死（1948年10月）
- 実母の手紙（1949年1月）
- 老夫婦（1949年1月）
- 動物小品（1949年3月）
- 楽屋見物（1949年7月）
- 秋風―戯曲―（1949年8月）
- 奇人脱哉（1949年9月）
- わが生活信条（1949年10月）
- 末つ子（1950年1月）
- 山鳩（1950年1月）
- 山荘雑話（1950年1月 - 5月）
- 目白と鵯と蝙蝠（1950年4月）
- 昨夜の夢（1950年6月）
- 閑人妄語（1950年10月）
- 美術の鑑賞について（1950年10月）
- 妙な夢（1951年1月）
- 朝の試写会（1951年3月）
- 自転車（1951年11月）
- 中野好夫君にした話（1952年1月）
- S君との雑談（1952年7月）
- 私と東洋美術（1952年7月）
- ヨーロッパの旅（1952年11月 - 12月）
- 朝顔（1954年1月）
- いたづら─野尻抱影君に─（1954年4月 - 6月）
- 鴉の子（1954年11月）
- 草津温泉（1955年6月）
- 夫婦（1955年7月）
- 祖父（1956年1月 - 3月）
- 白い線（1956年3月）
- 耄碌（1956年3月）
- 八手の花（1957年1月）
- 待合室（1957年1月）
- 東京散歩（1958年1月）
- 紀元節（1958年2月）
- 私の空想美術館（1958年4月 - 5月）
- 雀の話（1959年1月）
- オペラ・グラス（1959年1月）
- 少年の日の憶ひ出（1959年1月）
- 加賀の潜戸（1959年5月）
- 棟宮御所の山菜（1962年8月）
- 盲亀浮木（1963年8月）
- 老廃の身（1964年1月）
- 蓮花話（1965年6月）
- 雪のおもいで（1967年3月）
- ナイルの水の一滴（1969年2月）

## 出版书籍

### 单行本
- 『留女』（洛陽堂、1913年1月）
- 『大津順吉』（新潮社、1917年6月）
- 『夜の光』（新潮社、1918年1月）
- 『或る朝』（春陽堂、1918年4月）
- 『和解』（新潮社、1919年4月）
- 『荒絹』（春陽堂、1921年2月）
- 『寿々』（改造社、1922年4月）
- 『暗夜行路　前篇』（新潮社、1922年7月）
- 『真鶴』（新しき村出版部、1924年3月）
- 『雨蛙』（改造社、1925年4月）
- 『網走まで』（新しき村出版部村の本、1926年2月）
- 『山科の記憶』（改造社、1927年5月）
- 『万暦赤絵』（中央公論社、1936年11月）
- 『映山紅』（草木屋出版部、1940年12月）
- 『早春』（小山书店、1942年7月）
- 『剃刀』（齋藤书店、1946年7月）
- 『豊年虫』（座右宝刊行会、1946年7月）
- 『矢島柳堂』（全国书房、1946年8月）
- 『革文函』（座右宝刊行会、1946年9月）
- 『蝕まれた友情』（全国书房、1947年7月）
- 『濁つた頭』（文藝春秋新社、1947年10月）
- 『好人物の夫婦』（太陽书院、1947年12月）
- 『灰色の月』（細川书店、1947年12月）
- 『奈良日誌』（天平出版部、1948年2月）
- 『蜻蛉』（スバル出版社、1948年3月）
- 『翌年』（小山书店、1948年3月）
- 『児を盗む話』（文藝春秋新社、1948年10月）
- 『雪の日』（新潮社、1948年11月）
- 『秋風』（創藝社、1950年1月）
- 『山鳩』（中央公論社、1951年2月）
- 『朝顔』（中央公論社、1954年8月）
- 『ポートレート』（朝日新聞社、1954年11月）
- 『八手の花』（新樹社、1958年6月）
- 『夕陽』（桜井书店、1960年9月）
- 『白い線』（大和书房、1966年2月）
- 『動物小品』（大雅洞、1966年5月）
- 『枇杷の花』（新潮社、1969年3月）
- 『玄人素人』（座右宝刊行会、1971年12月）
- 『白樺のころ』（ほるぷ出版、1972年12月）

### 历次出版发行的全集
- 志贺直哉全集〈全9卷〉（改造社 1937 - 1938） - 首次收录《暗夜行路》前后编全文。
- 志贺直哉全集〈全17卷〉（岩波书店 1955 - 1956） - 新书版尺寸。儿子直吉担任编辑，阿川弘之等参与编辑。
- 志贺直哉全集〈全14卷・別卷1〉（岩波书店 1973 - 1974） - 1984年复版，增补了第15卷“补遗 书简等”。
- 志贺直哉全集〈全22卷・补卷6〉（岩波书店 1998 - 2002）

## 关联人物
武者小路实笃
学习院中等科以来的好友。与直哉等人一同创办《白桦》。此后与直哉一样，在我孙子长期居住。直哉在描述2人在我孙子居住生活的《和解》中，对武者小路的评价是：“他有一种神奇的能力，可以找到对方身上的优点。另外他也能充分理解心与心直接碰撞带来的美妙感觉”。武者小路在离开我孙子之后，也继续与志贺交往。《暗夜行路》一书的序言中，志贺也写到“本书献给武者小路实笃兄”。武者小路晩年曾收到直哉赠送的一根手杖，他对此非常感谢，“每当撑着手杖走路时，我就感觉志贺就在身边。”。
柳宗悦
芥川龙之介
1922年（大正11年）7月27日，与小穴隆一一起拜访了志贺在我孙子的住居。当时芥川的情绪不太稳定，与刚从辍笔中恢复写作的志贺聊起此事，志贺说“你不如就像冬眠一样，停笔个一两年如何？”。芥川回答道“我可没有这样的本事”。数年后，芥川在东京与直哉重逢，直哉提到芥川作品中通过隐藏一些事情来吸引读者，以及在描写技巧中的一些问题。芥川回答“我自己确实不大懂艺术这东西”。芥川自杀身亡后，直哉在《在沓掛》一文中写道：“芥川君始终都对自身的艺术抱有疑问。”，对他的自杀也说“与那些愤而自杀的乃木希典及有岛武郎的自杀不同），我总感觉芥川君的自杀似乎有着‘无奈为之’的感觉”，“芥川君之死可以说是他一生最后的意见表达。”。
网野菊
尾崎一雄
小津安二郎
志贺文学的拥趸。小津在参加第二次中日戰爭时，读过《暗夜行路》，很受感动。战后，小津在杂志《映画春秋》的座谈会上与直哉认识。在创作电影《月は上りぬ》（导演：田中绢代）的剧本时，小津也接受了直哉的建议，改写了部分作品。此后，两人也来往频繁，并与里见弴等一起外出旅行。根据笠智众的回忆，小津对直哉非常痴迷，“在志贺先生面前，他就跟一个孩子一样”。里见弴也说“小津在志贺面前总是有点紧张”。
上司海云
东大寺住持。直哉在奈良居住期间，两人结识。海云对直哉非常称赞，说“在佛教界几乎都没见过这样优秀的人”，与直哉的友谊长达40年，并一直维持着书信往来。直哉的沙龙有一段时期也由上司海云负责主持（观音院沙龙）。
小林多喜二
1931年（昭和6年）11月拜访上高畑的志贺家。多喜二从直哉文学中学习创作，一直以来有书信来往。直哉对普罗文学比较反对，但之后与小林多喜二的来往也未受太多影响。他以及儿子直吉也曾与小林一起出外旅游。多喜二死后，直哉也上门祭奠，并给了其母亲吊唁文和奠儀。。
小林秀雄
里见弴
太宰治
太宰曾经在小说《津轻》中提到了一位“日本有个五十多岁的”“被称为‘神’的”作家，并加以揶揄。而直哉在杂志座谈会上，对于太宰的《斜陽》也批评其用语近于贵族小姐。对这一批评，太宰在《如是我闻》反唇相讥，说直哉“在《兔子》一文中，也写着‘父亲，您还要杀兔子吗？’这种文字”。这其实是直哉在随笔《兔子》一文中写的小女儿贵美子说的“既然养了兔子，爸爸还是不要杀了它吧。”，太宰没有正确引用。后来直哉对读了《如是我闻》的小女儿安慰道，“不能杀兔子的想法，我觉得很正常啊”。直哉在随笔《太宰治之死》中写道，“对于我说的话，精神与身体都比较羸弱的太宰君似乎反应都有点过度了。这无论对他还是我自己，都是件不幸的事。”，后悔当初对太宰作出的批评。
谷崎润一郎
中野重治
曾拜访世田谷新町的志贺家，始终对直哉有敬畏之心。直哉也很敬重中野的为人。二战后，中野创立“新日本文学会”时，直哉也是其协助会员。但是后来因为中野发表了对皇室及直哉友人（政治家安倍能成）的批评文章，直哉最终退出了该组织。
广津和郎
柳宗悦
阿川弘之
二战后，因谷川徹三的介绍，成为直哉的弟子。此后在直哉生前频繁进出志贺家，也负责其葬礼。担任了志贺直哉全集的编辑工作，也发表了许多有关志贺的随笔及作品。
福田兰童
志贺直哉居住于大洞台山庄的时候，福田曾多次拜访。擅长钓鱼和吹奏尺八，多才多艺的福田也颇受直哉喜爱。直哉死后，他曾出版《志贺直哉先生的厨房》（现代企画室、1977年），写过有关直哉吃昆虫的轶事趣闻。但是阿川弘之对于该书的真实性表示质疑，认为里面对于直哉及其家人的言谈风格以及轶事可能存在不实。

## 关联条目
- 白桦派
- 城崎町文艺馆（日语：城崎町文芸館）
- 尾道文学馆（日语：尾道文学館） - 尾道时期的志贺旧居。

## 脚注

### 出典
1. ↑  新潮アルバム11 1984，第4頁.
2. ↑  新潮アルバム11 1984，第104頁.
3. 1 2  阿川弘之『志贺直哉　上』p.26、岩波書店、1994年
4. ↑  「年譜」、『現代日本文学大系34 志贺直哉 集』p.461、筑摩书房、1968年
5. ↑  新潮アルバム11 1984，第6頁.
6. ↑  阿川弘之『志贺直哉　上』p.42、岩波書店、1994年
7. 1 2  「志贺直哉略年譜」、『暗夜行路　前篇』p.291、岩波文库、2004年
8. ↑  阿川弘之『志贺直哉　上』p.53、岩波書店、1994年
9. ↑  「母の死と新しい母」（朱欒　1912年2月）。『小僧の神様・他十編』（岩波文库、2002年）に所収
10. ↑  阿川弘之『志贺直哉　上』pp.77-78、岩波書店、1994年
11. 1 2  「「歩く時この杖をつかうと志贺と一緒にいる気がする」（武者小路实笃）【漱石と明治人のことば212】 （页面存档备份，存于）」，《サライ》官网，2017年7月31日。2018年2月1日浏览
12. ↑  「自転車」（新潮　1951年11月1日）、『ちくま日本文学０２１　志贺直哉』（ちくま文库、2008年）に所収
13. ↑  阿川弘之『志贺直哉　上』p.97、岩波書店、1994年
14. ↑  「内村鑑三先生の憶い出」（婦人公論　1941年3月1日）。『志贺直哉随筆集』（岩波文库、1995年）に所収
15. ↑  阿川弘之『志贺直哉　上』pp.90-91、岩波書店、1994年
16. ↑  阿川弘之『志贺直哉　上』pp.155-157、岩波書店、1994年
17. ↑  阿川弘之『志贺直哉　上』pp.96-98、岩波書店、1994年
18. 1 2 3 4 5 6 7 8  「続創作余談」（改造　1938年6月1日）。『志贺直哉随筆集』（岩波文库、1995年）に所収
19. ↑  阿川弘之『志贺直哉　上』p.99、岩波書店、1994年
20. ↑  新潮アルバム11 1984，第16頁.
21. ↑  阿川弘之『志贺直哉　上』p.206、岩波書店、1994年
22. 1 2 3  「年譜」、『現代日本文学大系34 志贺直哉 集』p.462、筑摩書房、1968年
23. ↑  阿川弘之『志贺直哉　上』p.93、岩波書店、1994年
24. ↑  栗林 2016，第34-35頁.
25. ↑  「愛読書回顧」（向日葵　1947年1月1日）、『志贺直哉随筆集』（岩波文库、1995年）に所収
26. ↑  新潮アルバム11 1984，第18頁.
27. 1 2 3  新潮アルバム11 1984，第105頁.
28. ↑  新潮アルバム11 1984，第17頁.
29. ↑  貴田 2015，第156頁.
30. ↑  阿川弘之『志贺直哉　上』pp.161-162、岩波書店、1994年
31. 1 2 3 4  「志贺直哉略年譜」、『暗夜行路　前篇』p.292、岩波文库、2004年
32. ↑  阿川弘之『志贺直哉　上』p.181、岩波書店、1994年
33. 1 2 3 4  「創作余談」（改造　1938年6月1日）。收入《志贺直哉随笔集》（岩波文库、1995年）
34. ↑  阿川弘之『志贺直哉　上』p.182、岩波書店、1994年
35. ↑  貴田 2015，第164頁.
36. ↑  阿川弘之『志贺直哉　上』p.183、岩波書店、1994年
37. ↑  阿川弘之『志贺直哉　上』pp.204-205、岩波書店、1994年
38. 1 2  「志贺直哉略年譜」、『暗夜行路　前篇』pp.292-293、岩波文库、2004年
39. ↑  阿川弘之『志贺直哉　上』p.212、岩波書店、1994年
40. ↑  「「志贺直哉を育てた女性たち」 第三回企画展記念講演会 第５２回面白白樺倶楽部開催報告 （页面存档备份，存于）」、白樺文学館公式ホームページ、2018年1月4日閲覧
41. 1 2  「志贺直哉について （页面存档备份，存于）」 奈良学園セミナーハウス　志贺直哉旧居、2018年1月23日閲覧
42. ↑  阿川弘之『志贺直哉　上』p.223、岩波書店、1994年
43. ↑  新潮アルバム11 1984，第37頁.
44. ↑  阿川弘之『志贺直哉　上』pp.228-230、岩波書店、1994年
45. ↑  阿川弘之『志贺直哉　上』pp.234-235、岩波書店、1994年
46. ↑  「志贺直哉略年譜」、『暗夜行路　前篇』p.293、岩波文库、2004年
47. ↑  阿川弘之『志贺直哉　上』pp.271-272、岩波書店、1994年
48. 1 2 3 4 5 6  新潮アルバム11 1984，第106頁.
49. ↑  栗林 2016，第64頁.
50. ↑  阿川弘之『志贺直哉　上』p.283、岩波書店、1994年
51. ↑  阿川弘之『志贺直哉　上』p.304、岩波書店、1994年
52. ↑  阿川弘之『志贺直哉　上』p.337、岩波書店、1994年
53. ↑  阿川、上 1997，第403-407頁.
54. ↑  阿川弘之『志贺直哉　上』pp.362-363、岩波書店、1994年
55. ↑  『座右宝』序（1926年6月）。『志贺直哉随筆集』（岩波文库、1995年）に所収
56. ↑  「年譜」、『現代日本文学大系34 志贺直哉 集』p.465、筑摩書房、1968年
57. ↑  「志贺直哉 （页面存档备份，存于）」 日本歴史巡り　大正時代、2018年1月19日閲覧
58. ↑  阿川弘之「解説」、『暗夜行路　後篇』p.339、岩波文库、2004年
59. ↑  阿川弘之『志贺直哉　上』p.406、岩波書店、1994年
60. ↑  阿川弘之『志贺直哉　上』p.416、岩波書店、1994年
61. ↑  阿川、下 1997，第100-103頁.
62. ↑  阿川、下 1997，第104-108頁.
63. ↑  阿川、下 1997，第117頁.
64. ↑  阿川、下 1997，第119-120頁.
65. ↑  阿川、下 1997，第125-131頁.
66. ↑  阿川弘之『志贺直哉　下』p.113、岩波书店、1994年
67. ↑  中山昭彦、吉田司雄『機械＝身体のポリティーク』pp.104-105、青弓社、2014年
68. ↑  阿川弘之『志贺直哉　下』p.144、岩波书店、1994年
69. ↑  阿川弘之『志贺直哉　下』pp.191-194、岩波书店、1994年
70. ↑  阿川、下 1997，第273-286頁.
71. ↑  阿川弘之『志贺直哉　下』pp.329-330、岩波书店、1994年
72. ↑  阿川弘之『志贺直哉　下』pp.336-341、岩波书店、1994年
73. ↑  阿川、下 1997，第464-468頁.
74. ↑  岩井寛『作家の臨終・墓碑事典』p.161、东京堂出版、1997年
75. ↑  阿川、下 1997，第505-506頁.
76. ↑  阿川、下 1997，第516頁.
77. ↑  阿川、下 1997，第499-501頁.
78. ↑  阿川、下 1997，第522-528頁.
79. ↑  大塚英良『文学者掃苔録図书館』p.108、原书房、2015年
80. ↑  . 日本近代文学館.   [2017-01-31]. （原始内容存档于2021-01-19）.
81. ↑  . 産経ニュース. 2016-3-4  [2017-01-31]. （原始内容存档于2020-02-02）.
82. ↑  阿川、下 1997，第531頁.
83. ↑  高橋英夫「解説」、『志贺直哉随筆集』p.363、岩波文库、1995年
84. ↑  芥川龍之介「文芸的な、余りに文芸的な」（改造　1927年4月号-8月号）。『侏儒の言葉・文芸的な、余りに文芸的な』（岩波文库、2003年）に所収
85. ↑  菊池寛「志贺直哉氏の作品」『文芸往来 （页面存档备份，存于）』pp.151-159、アルス、1920年
86. ↑  紅野敏郎「解説」、『小僧の神様・他十篇』p.226、岩波文库、2002年
87. ↑  加賀乙彦「一枚の写真―遠い遠い親戚」(新潮アルバム11 1984，第100-101頁)
88. ↑  阿川、上 1997，第356-360頁.
89. ↑  阿川、上 1997，第370-371頁.
90. ↑  阿川、上 1997，第87頁.
91. ↑  阿川、上 1997，第303-304頁.
92. ↑  田村茂.  初版. 新日本出版社. 1986: 116–117. ISBN 4406013695.
93. ↑  阿川、上 1997，第113頁.
94. ↑  阿川弘之『志贺直哉　下』p.299、岩波书店、1994年
95. ↑  貴田 2015，第3頁.
96. ↑  貴田 2015，第395頁.
97. ↑  貴田 2015，第416頁.
98. ↑  阿川弘之『志贺直哉　下』p.308、岩波书店、1994年
99. ↑  奈良いまは昔，第167-168頁.
100. ↑  阿川、下 1997，第196-204頁.
101. ↑  阿川、下 1997，第216 -218頁.
102. ↑  阿川、上 1997，第180-185頁.
103. 1 2 3 4 5 6 7  志贺直哉『和解』を読む第６２回面白白樺倶楽部開催報告 （页面存档备份，存于）白樺文学館、2006
104. ↑  阿川、上 1997，第315-316頁.
105. ↑  『和解』（1917年10月）。『和解』（新潮文库、1991年）に所収
106. ↑  阿川、上 1997，第350頁.
107. ↑  「沓掛にて―芥川君のこと―」（中央公論　1927年9月1日）。『志贺直哉随筆集』（岩波文库、1995年）に所収
108. ↑  貴田 2015，第445-446頁.
109. ↑  貴田 2015，第374-377頁.
110. ↑  貴田 2015，第381頁.
111. ↑  阿川弘之『志贺直哉　下』p.221、岩波书店、1994年
112. ↑  阿川弘之『志贺直哉　下』p.375、岩波书店、1994年
113. ↑  阿川、上 1997，第516-517頁.
114. ↑  阿川、上 1997，第468-471頁.
115. ↑  . 有限会社ゆとり・多喜二ライブラリー.   [2018-1-22]. （原始内容存档于2018-08-19）.
116. ↑  津軽 （页面存档备份，存于）青空文库、2018年2月8日閲覧。
117. ↑  阿川、上 1997，第85-86頁.
118. ↑  《太宰治之死》（文芸　1948年10月1日）。收入《志贺直哉随笔集》（岩波文库、1995年）
119. ↑  阿川、下 1997，第181-187頁.
120. ↑  阿川、下 1997，第254頁.